# Tabernaemontana lorifera
Tabernaemontana lorifera är en oleanderväxtart som först beskrevs av John Miers, och fick sitt nu gällande namn av A.J.M. Leeuwenberg. Tabernaemontana lorifera ingår i släktet Tabernaemontana och familjen oleanderväxter. Inga underarter finns listade i Catalogue of Life.